# Ботанічний сад Кіто
Ботанічний сад Кіто (ісп. Andromeda Gardens) — ботанічний сад у Кіто, столиці Еквадору. Розташований поруч з Музеєм природничих наук на проспекті Ріо-Амазонас у парку Ла-Кароліна. Площа саду 1,86 га. Ботанічний сад є членом Міжнародної ради ботанічних садів з охорони рослин (BGCI) і має міжнародний код QUITO.

## Історія
Ботанічний сад Кіто виник 1989 року завдяки угоді, підписаній між еквадорським музеєм природничих наук, клубом садівництва і муніципалітетом Кіто, згідно з яким колишній муніципальний розплідник парку Ла-Кароліна став ботанічним садом.
З метою забезпечення адміністративної ефективності цієї організації в червні 1991 року був созданий Ботанічний фонд Анд, завданням якого є керівництво процесом пізнання, захисту і збереження еквадорської флори. Ботанічний сад був відкритий 1992 року.

## Колекції
У колекціях ботанічного саду представлені численні види як еквадорської флори, так і флори інших країн.
Деякі з колекцій ботанічного саду:
- водні рослини,
- хмарні ліси,
- рослини парамо,
- оранжереї з орхідеями,
- лікарські рослини,
- фруктові дерева.

## Галерея

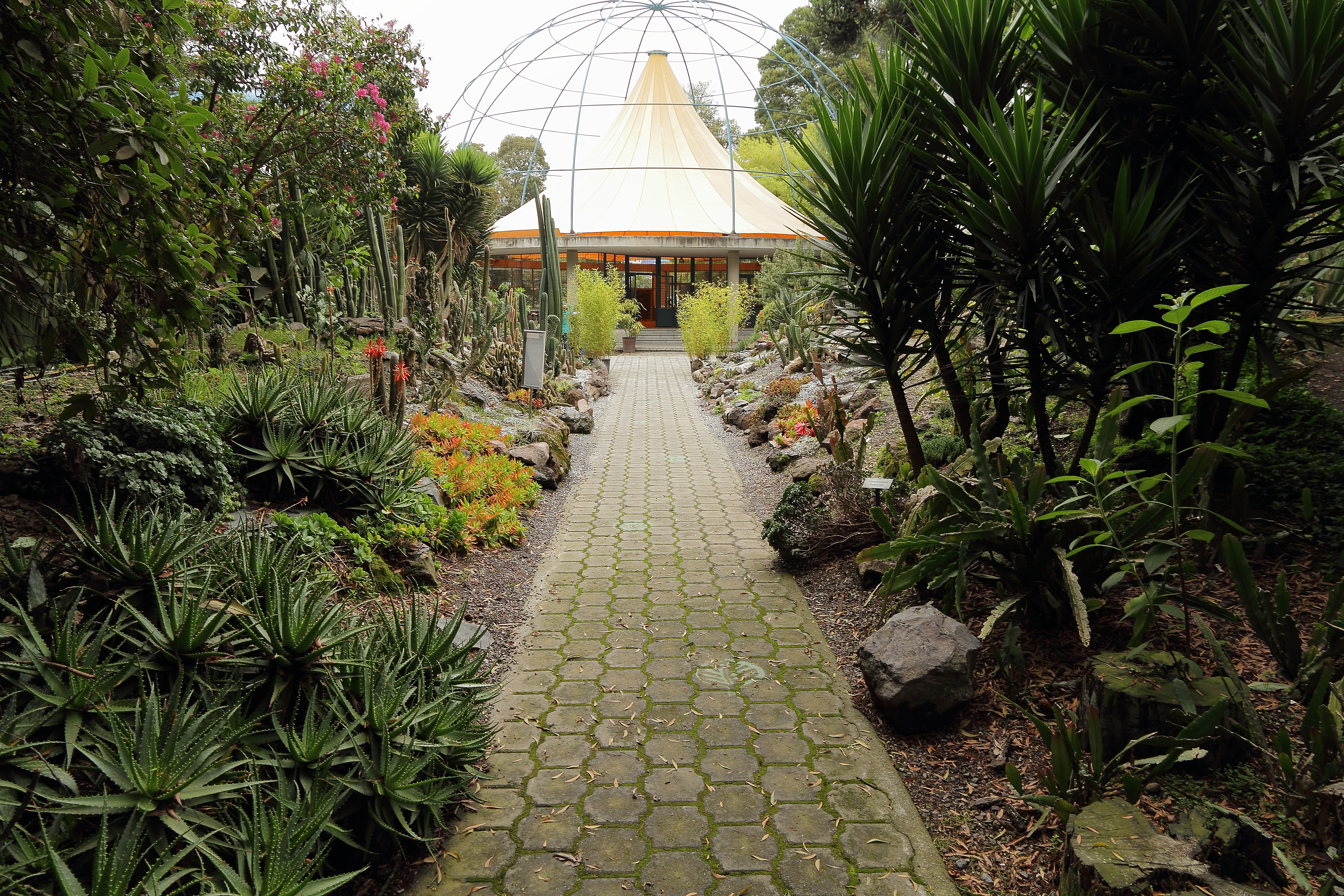
У ботанічному саду
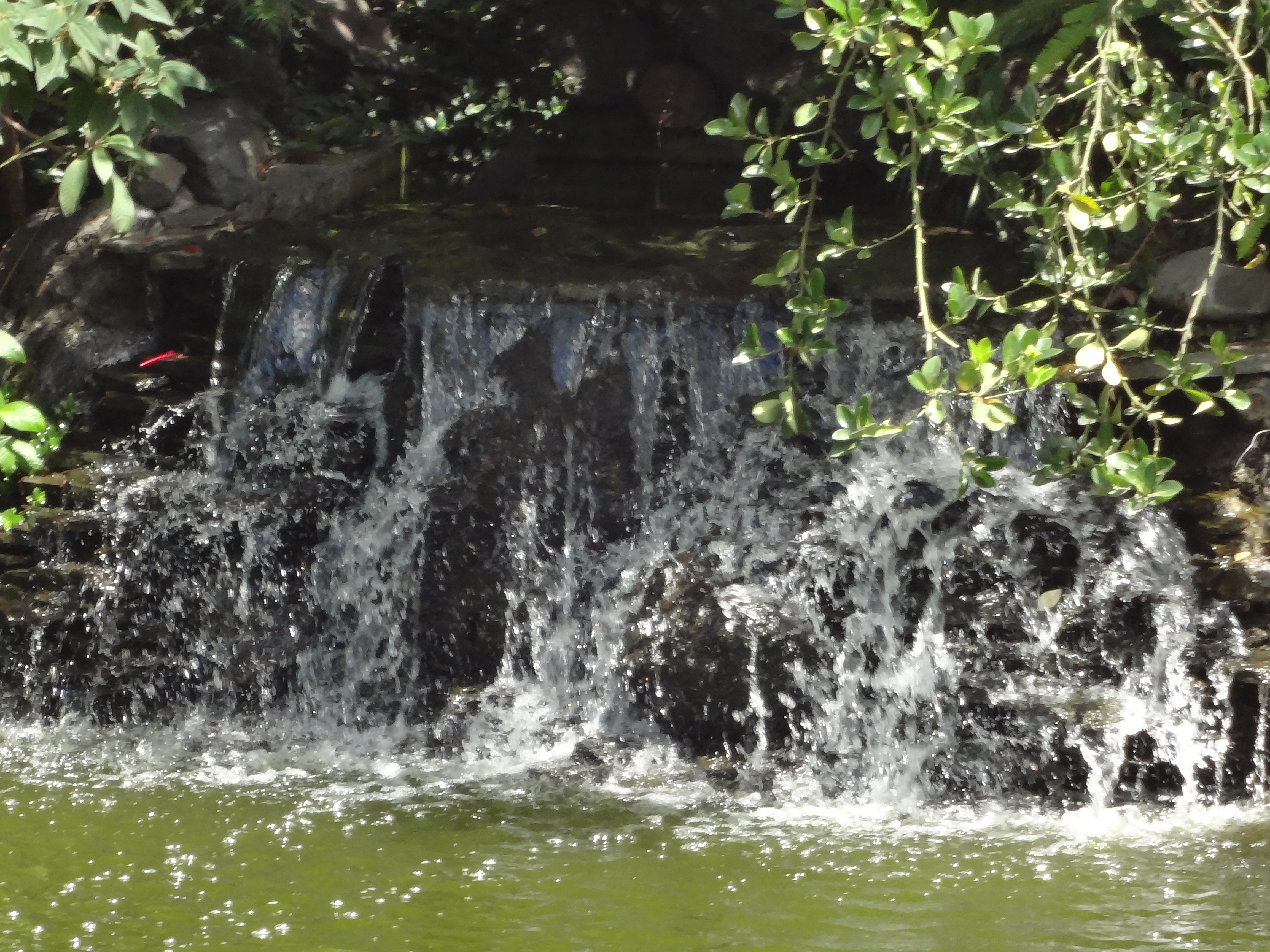
Водоспад
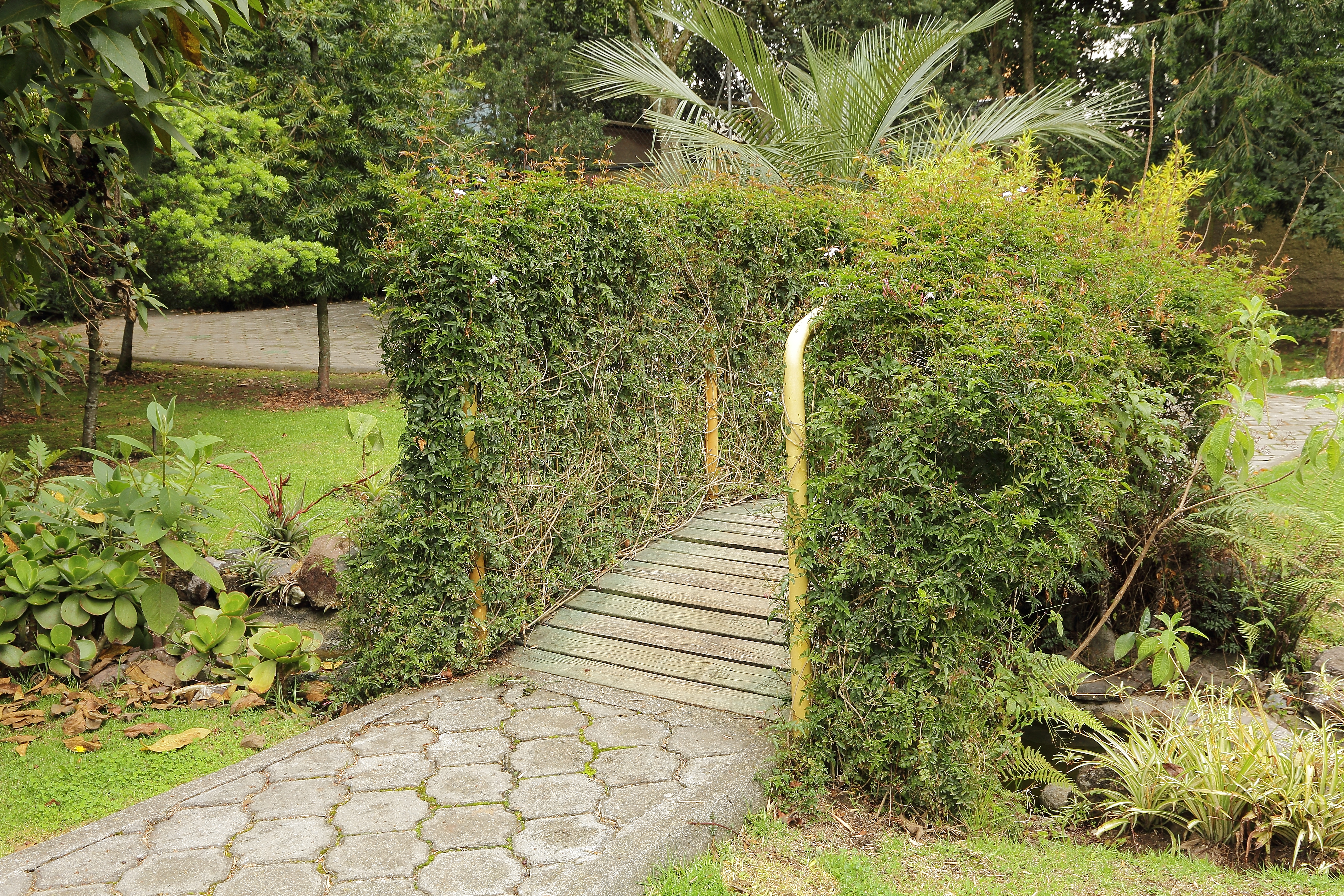
Місток
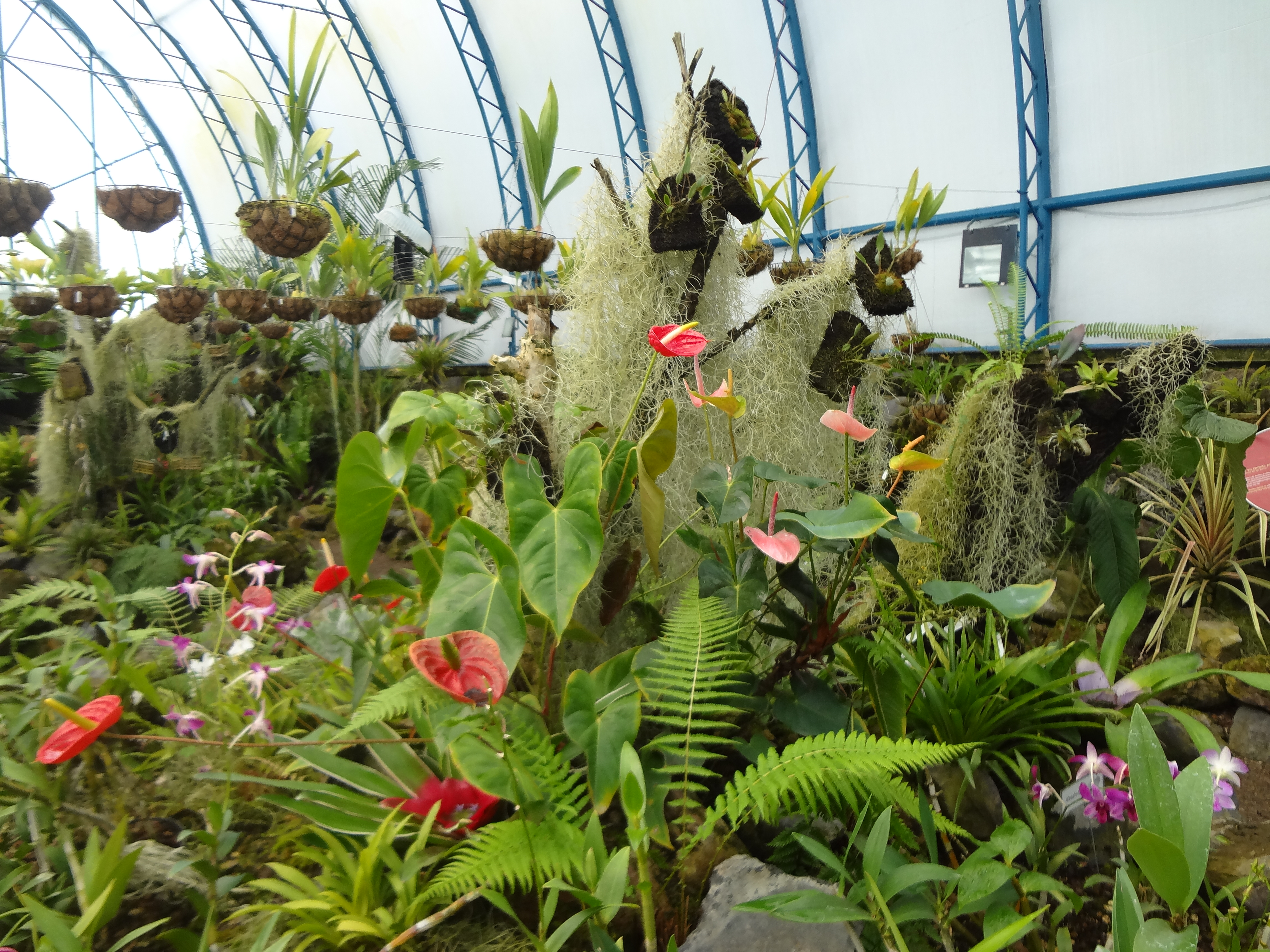
Оранжерея
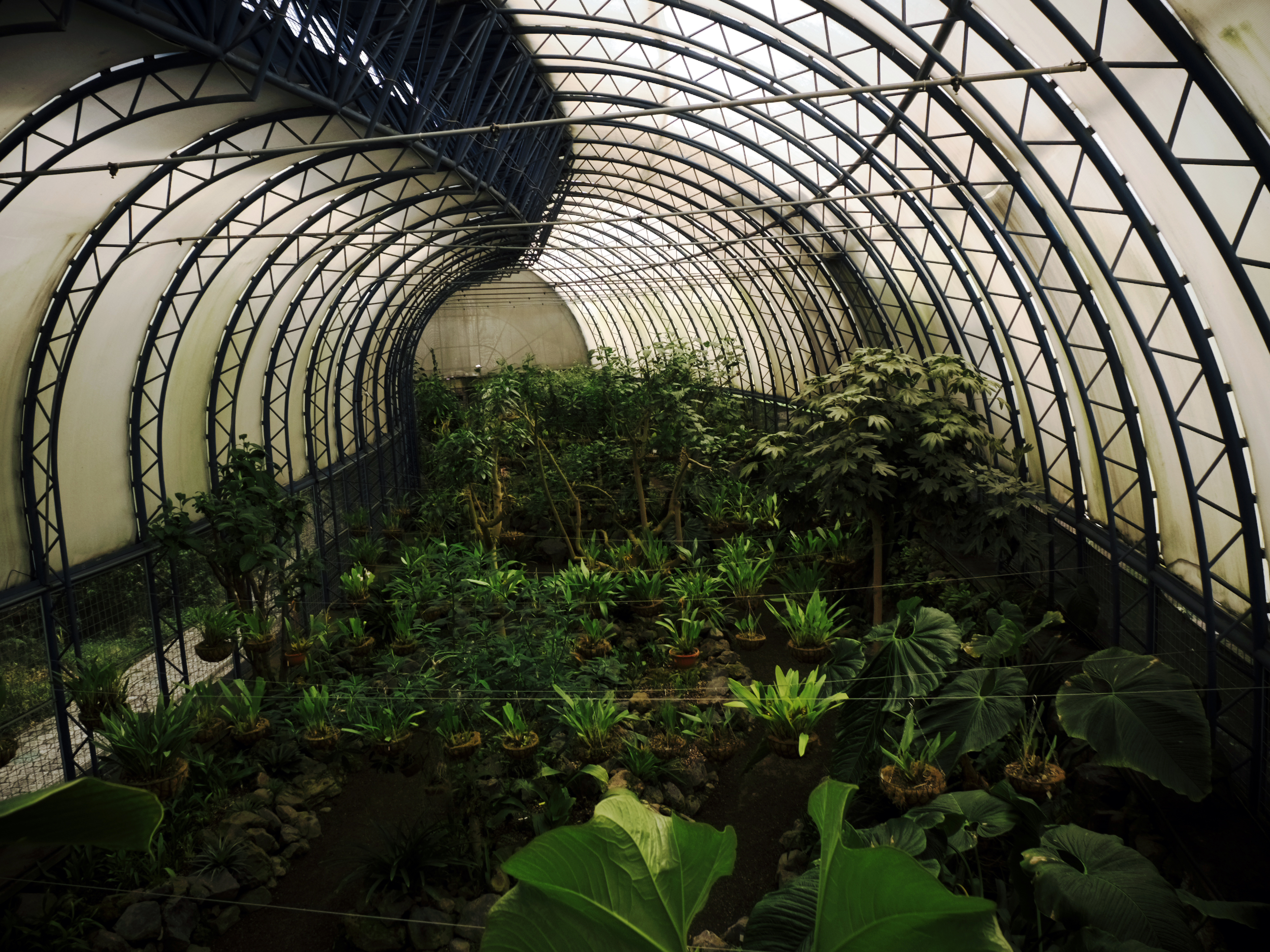
Оранжерея орхідей
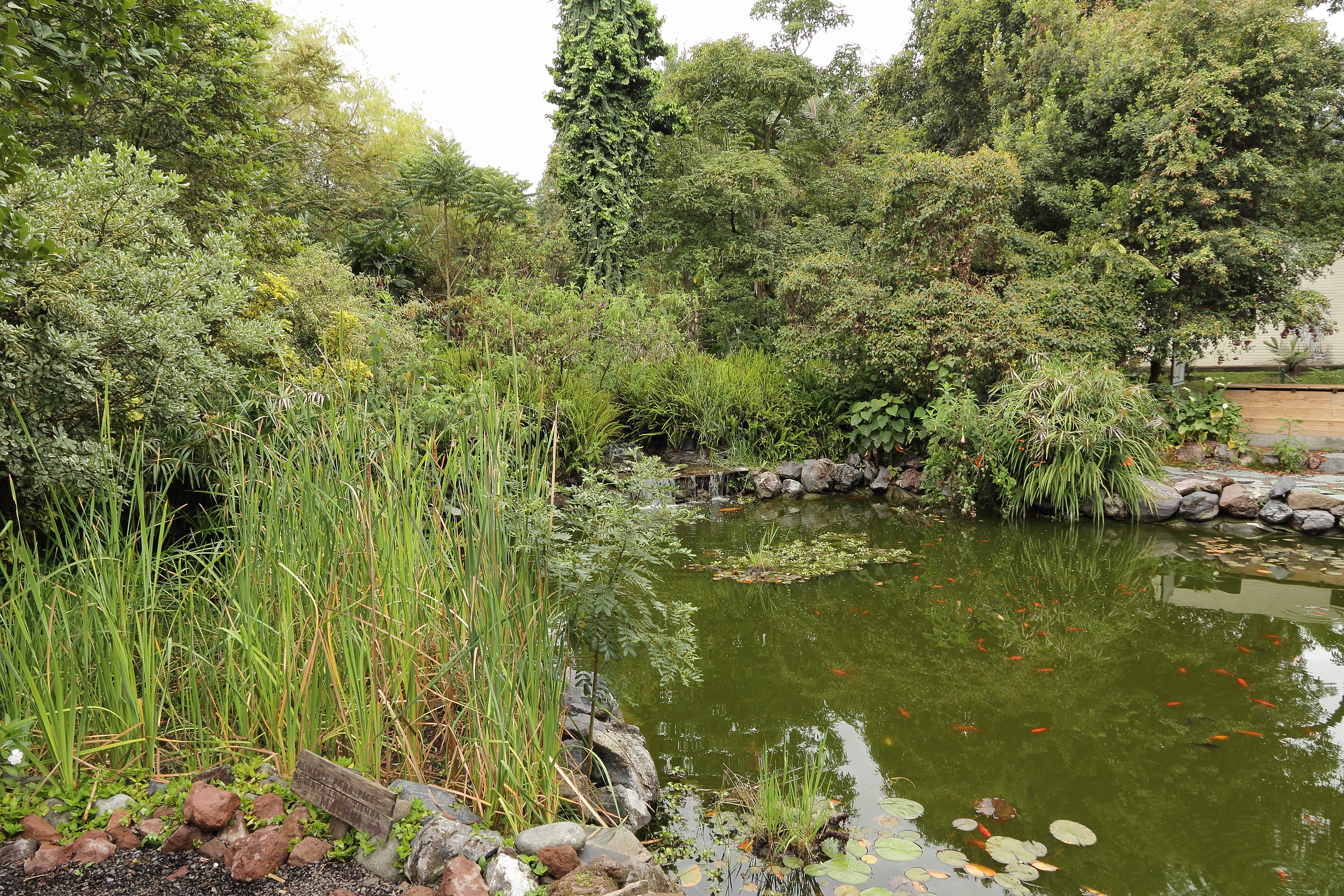
Ставок
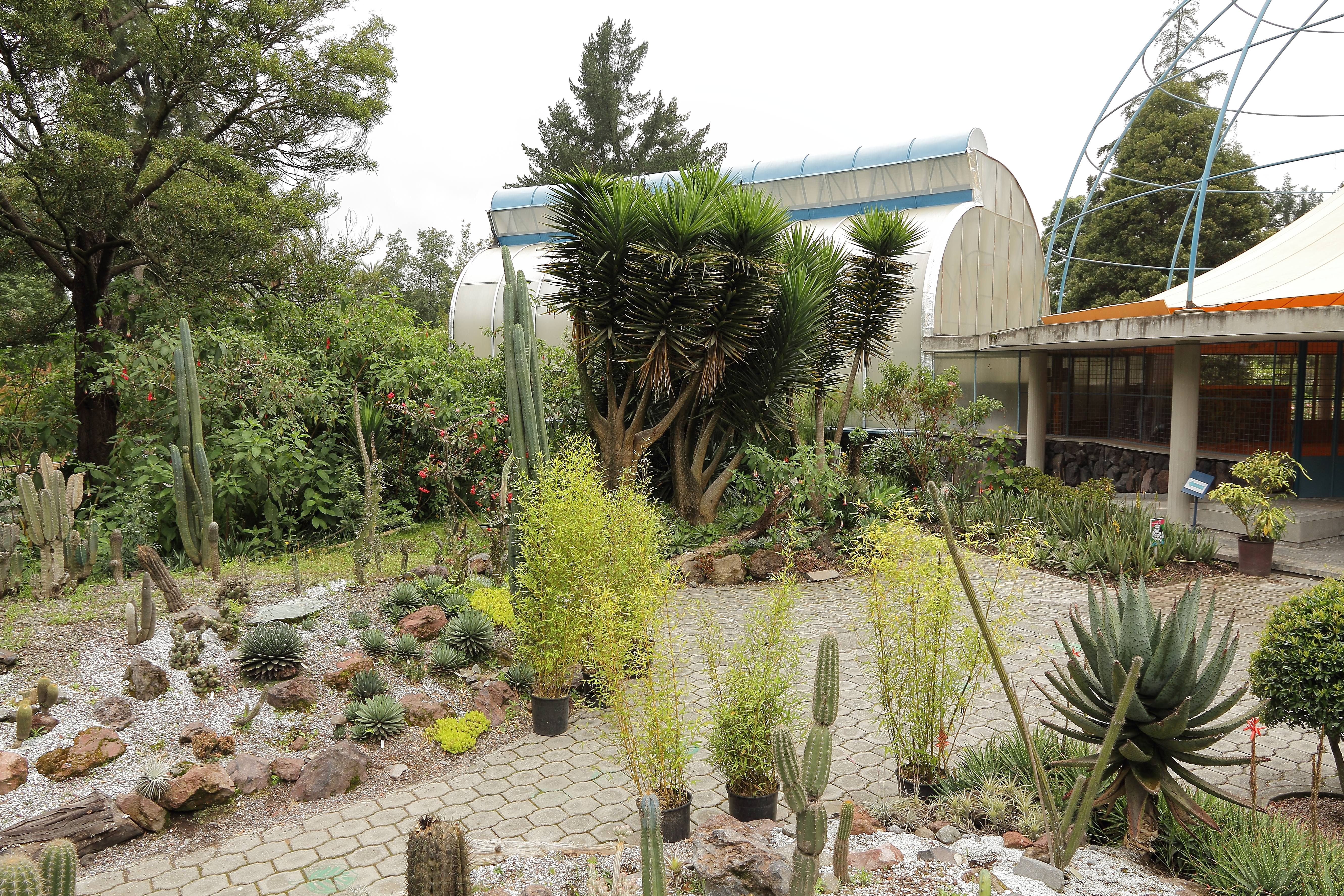
Колекція кактусів і сукулентів
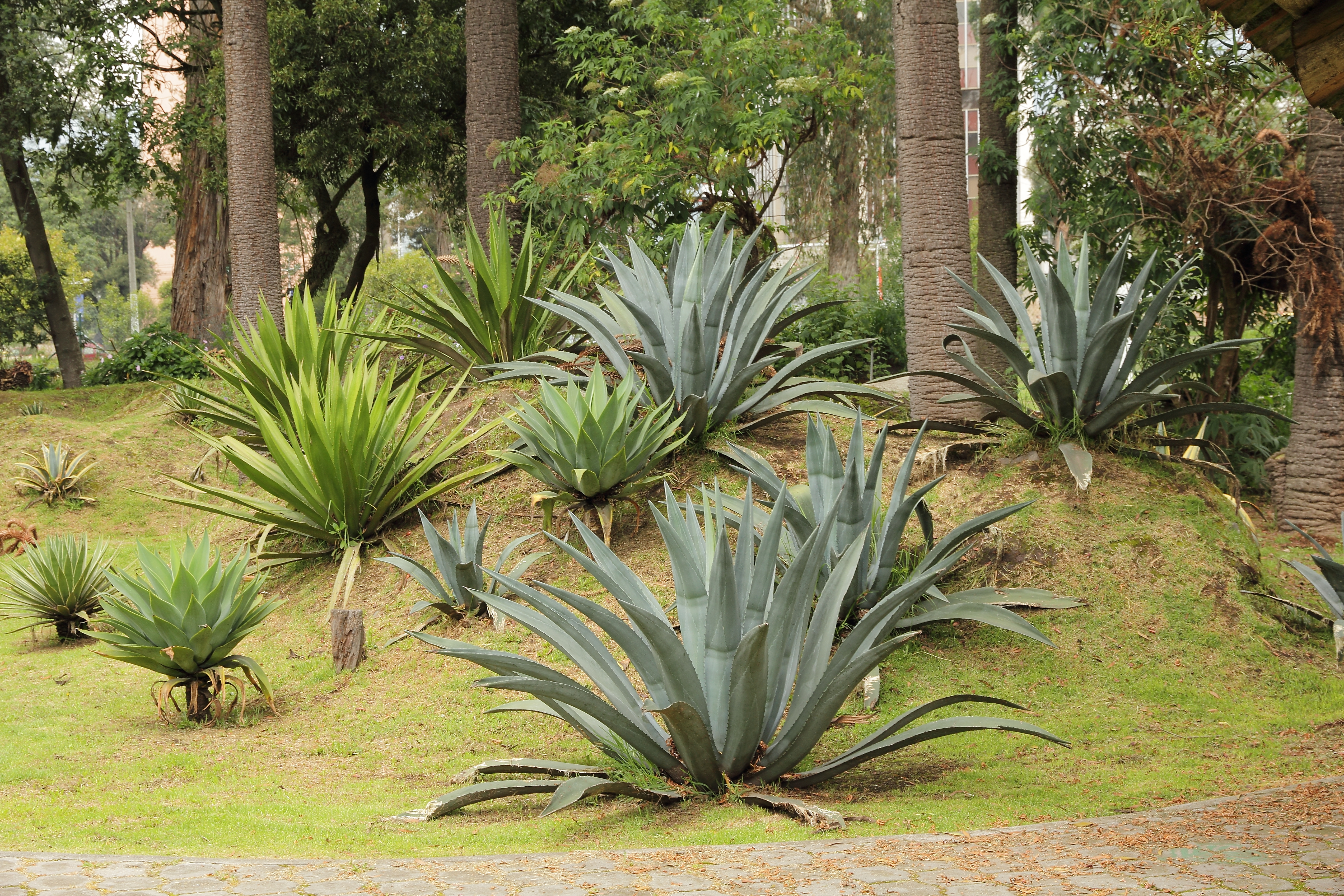
Колекція агави
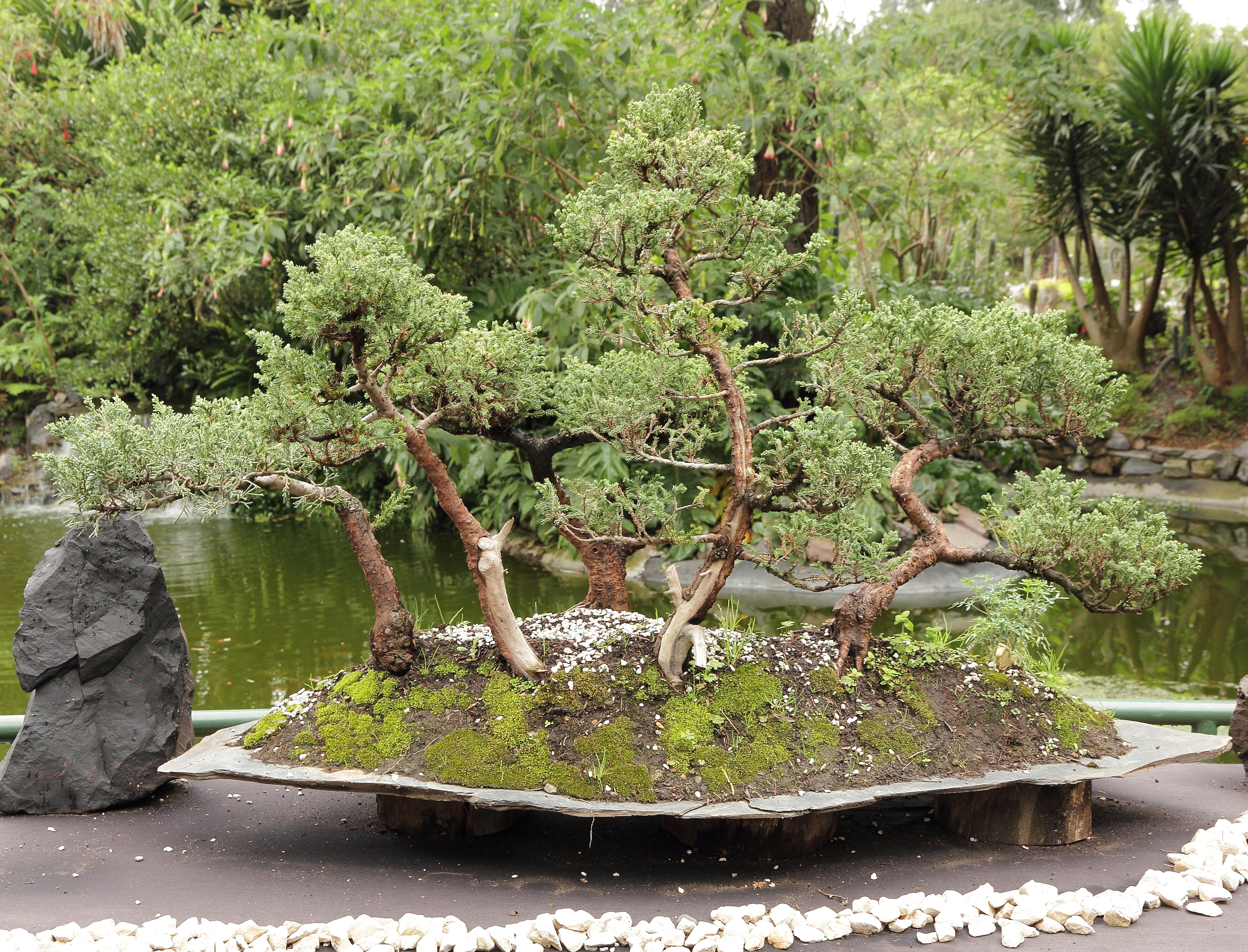
Колекція бонсай
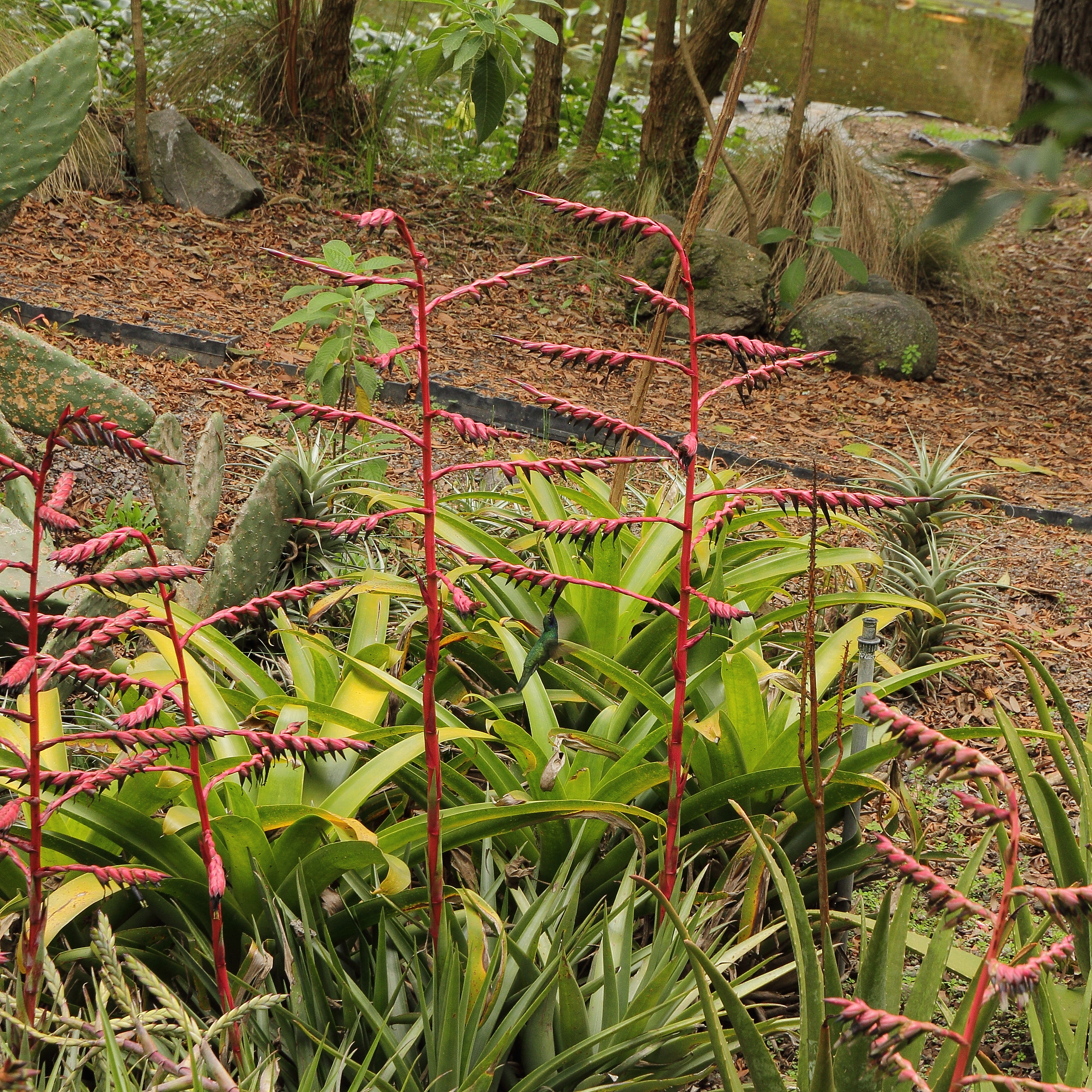
Пуйя
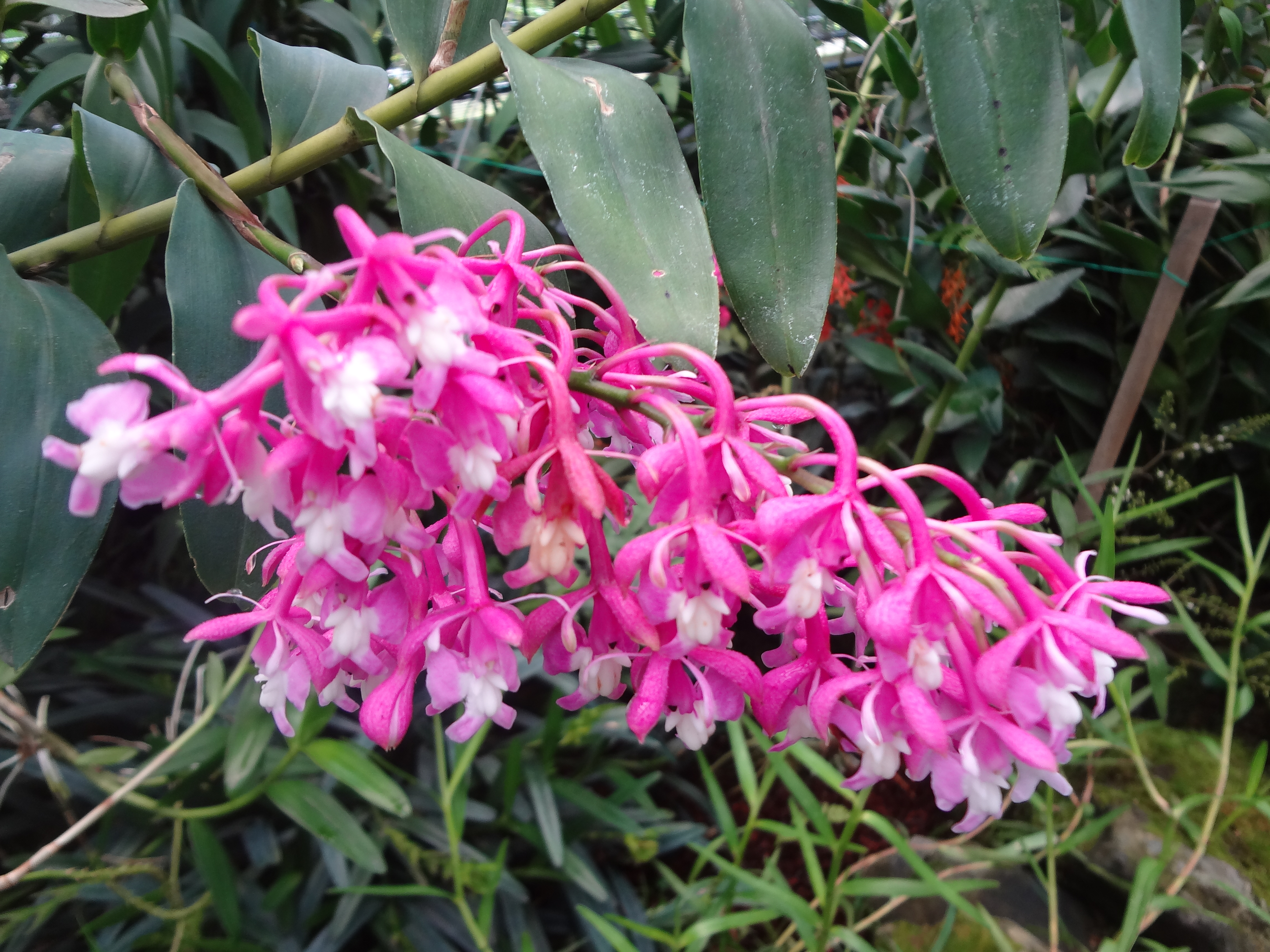
Epidendrum
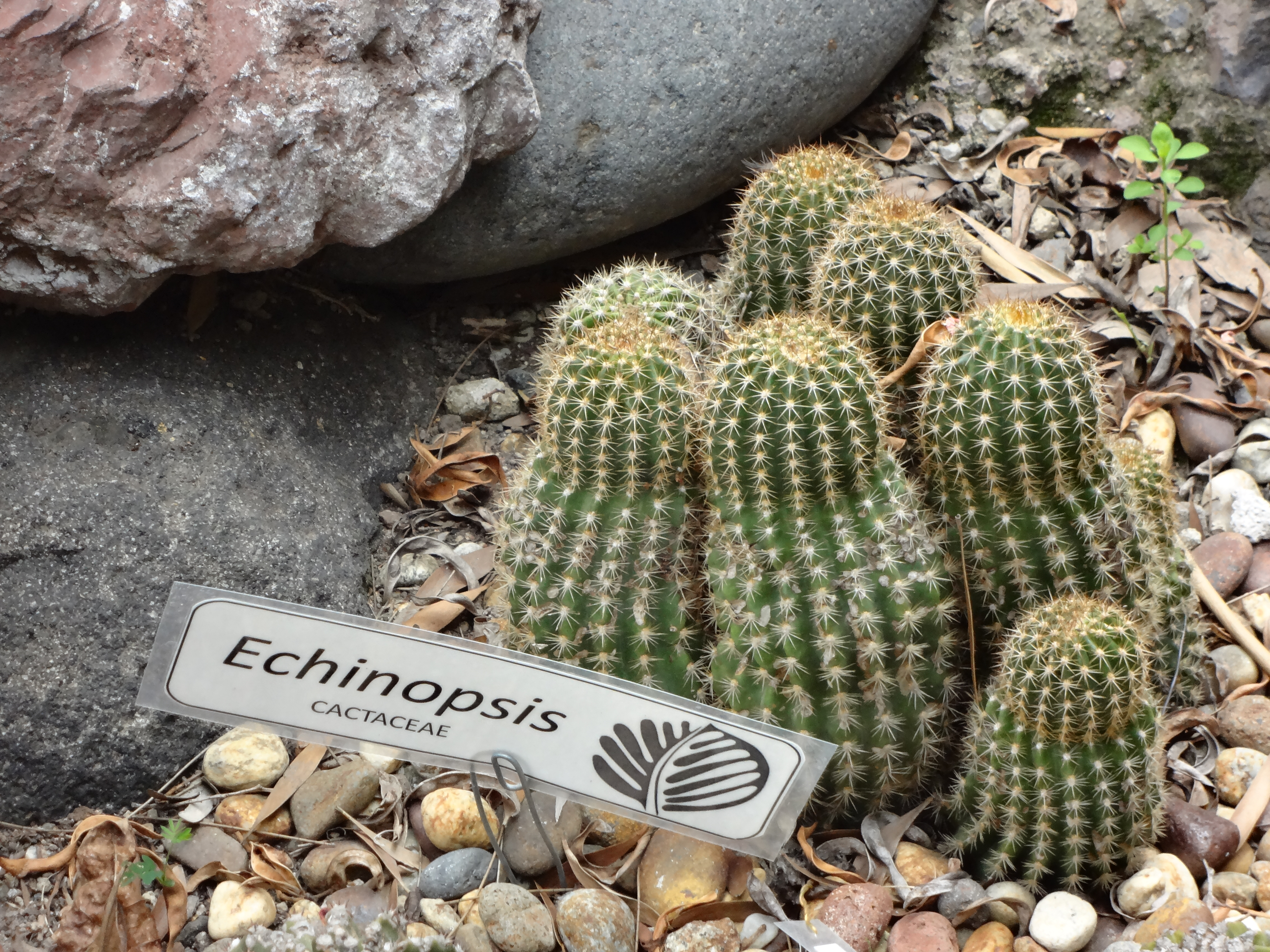
Echinopsis